# عريس الهنا (مسلسل)
عريس الهنا مسلسل سوري من تأليف نهاد قلعي، وإخراج محمد الشليان.

## ملخص القصة
حلقات كوميدية للفنان نهاد قلعي الرجل الكبير الذي ينتظر عريسًا لابنته وفي كل مرة يطلب عريس يدها تحدث له مشكلة وسط أجواء مضحكة ومفارقات كوميدية.

## الأبطال
- نهاد قلعي.
- رفيق السبيعي.
- ياسين بقوش.
- سامية الجزائري.
- سلوى سعيد.
- ناهد حلبي.
- محمد العقاد.
- عبد الهادي الصباغ.